# Alexander Manninger
Alexander „Alex” Manninger (n. 4 iunie 1977 în Salzburg) și-a început activitatea fotbalistică la SV Austria Salzburg. În sezonul 1995–96 este împrumutat la Vorwärts Steyr, unde face un meci foarte bun împotriva celor de la Grazer AK, astfel că gruparea austriacă Grazer decide să îl achiziționeze ca portar de rezervă în vara lui 1996. Manninger a debutat în Cupa UEFA chiar pe Stadionul Giuseppe Meazza în meciul cu Inter, reușind o serie de intervenții bune.
A devenit titular pentru restul sezonului, iar în iunie 1997 s-a transferat la Arsenal ca rezervă a lui David Seaman. În campionatul 1997–98 Seaman a suferit o accidentare gravă, astfel că Manninger a fost chemat să apere poarta tunarilor, reușind șase meciuri la rând fără să primească gol, un record al clubului mai atins doar de Jimmy Ashcroft. În martie 1998 a fost desemnat cel mai bun portar al lunii din Premier League. Manninger a concurat cu Seaman timp de trei sezoane, dar odată cu venirea lui Richard Wright în 2001, el a devenit al treilea portar al echipei, astfel că a fost împrumutat pentru sezonul 2001-02 la Fiorentina, unde a bifat 24 de prezente. În iulie 2002 RCD Espanyol l-a adus pe Manninger pentru 960.000 de lire sterline, dar i-a reziliat contractul după numai șapte săptămâni.
A urmat aventura italiană, începută în 2003 la Torino, continuată timp de doi ani la Bologna. A urmat un împrumut la Siena și o scurtă escală în țară natală, la Red Bull Salzburg. În sezoanele 2006-07 și 2007-08 a revenit la Siena unde a fost portarul titular, fiind remarcat de Juventus care a decis să îl aducă pe postul de al doilea portar, alături de Gianluigi Buffon. Deși semnase un precontract cu Udinese, torinezii s-au înțeles cu echipa friulană și Manninger a devenit un jucător al lui Juve la începutul sezonului 2008. La echipa națională Manninger are 33 de apariții în poarta Austriei, debutând în august 1999, într-un amical împotriva Suediei.

## Titluri
Arsenal
- FA Premier League: 1997–1998
- FA Cup: 1998
- FA Community Shield: 1998, 1999

Juventus
- Serie A:  2011–2012